# Ḩājjī Kolā-ye Pā'īn
Ḩājjī Kolā-ye Pā'īn (persiska: حاجّی كُلای سُفلَى, Ḩājjī Kolā-ye Soflá, Ḩājjī Kolā-ye Pā’īn, حاجی كلای پائين) är en ort i Iran.   Den ligger i provinsen Mazandaran, i den norra delen av landet, 140 km nordost om huvudstaden Teheran. Antalet invånare är 819.
Terrängen runt Ḩājjī Kolā-ye Pā'īn är mycket platt, och sluttar norrut. Runt Ḩājjī Kolā-ye Pā'īn är det tätbefolkat, med 331 invånare per kvadratkilometer. Närmaste större samhälle är Fereydūnkenār, 9,2 km öster om Ḩājjī Kolā-ye Pā'īn. 